# Thor Harris
Thor Harris est un percussionniste né le 7 février 1965 au Texas. Il fut membre du groupe Swans de 2010 à 2016.

## Discographie
- Fields of Innards (1999, Thor Harris et Rob Halverson)
- New Mother (1999, Angels of Light sur Young God Records)
- Robinson Ear's Little Whirled of Sound (2000, Rob Halverson)
- The Dissolving Room (2001, Shearwater sur Grey Flat)
- Everybody Makes Mistakes (2002, Shearwater sur Misra)
- One Night Only (2002, Rob Halverson)
- Winged Life (2004, Shearwater chez Misra)
- Rejoicing in the Hands (2004, Devendra Banhart chez Young God)
- Niño Rojo (2004, Devendra Banhart chez Young God)
- Second Whirled (2004, Rob Halverson)
- A River Ain't Too Much to Love (May 31, 2005; Smog (Bill Callahan))
- Palo Santo (2006, Shearwater chez Misra)
- Woke on a Whaleheart (April 17, 2007; Bill Callahan chez Drag City)
- Rook (2008, Shearwater)
- Drums and Drunken Circuit Bender (2009, Thor Harris, Rob Halverson, Bill Callahan))
- The Golden Archipelago (2010, Shearwater)
- My Father Will Guide Me Up a Rope to the Sky (2010, Swans)
- Fields of Innards II (2010 Thor Harris et Rob Halverson)
- The Seer (2012, Swans)
- Dream River (2013, Bill Callahan chez Drag City)
- To Be Kind (2014, Swans)
- A U R O R A (2014, Ben Frost)
- The Glowing Man (2016, Swans)
- Thor and Friends (2016, Thor and Friends)

## Liens Externes
- Shearwater's, site officiel,
- Young God Records, site officiel.

- VIAF
- Norvège